# S-363
Pour les sous-marins allemands actifs pendant les deux guerres mondiales, voir Unterseeboot 137.
« Whiskey on the rocks » redirige ici. Pour la forme de cocktail à base de whisky, voir Whisky on the rocks.
Le sous-marin soviétique S-363 (en russe : C-363) est un sous-marin rangé par l'OTAN dans la classe Whiskey, appartenant à la flotte de la Baltique de la Marine soviétique. Il devint célèbre sous la désignation U 137 lorsqu'il s'échoua le 27 octobre 1981 sur la côte sud de la Suède, à environ 10 km de Karlskrona, l'une des principales bases navales suédoises. U137 est l'appellation non officielle donnée par les Suédois au sous-marin ; les Soviétiques, considérant le nom de la plupart de leurs sous-marins comme un secret militaire, ne révélèrent pas le nom du bâtiment à l'époque. L'incident international qui s'ensuivit fut baptisé par la presse anglo-saxonne comme le Whiskey on the rocks incident (jeu de mots entre le nom de la classe du sous-marin, le fait qu'il se soit échoué sur des rochers — rocks en anglais — et le cocktail Whisky on the rocks).

## Historique

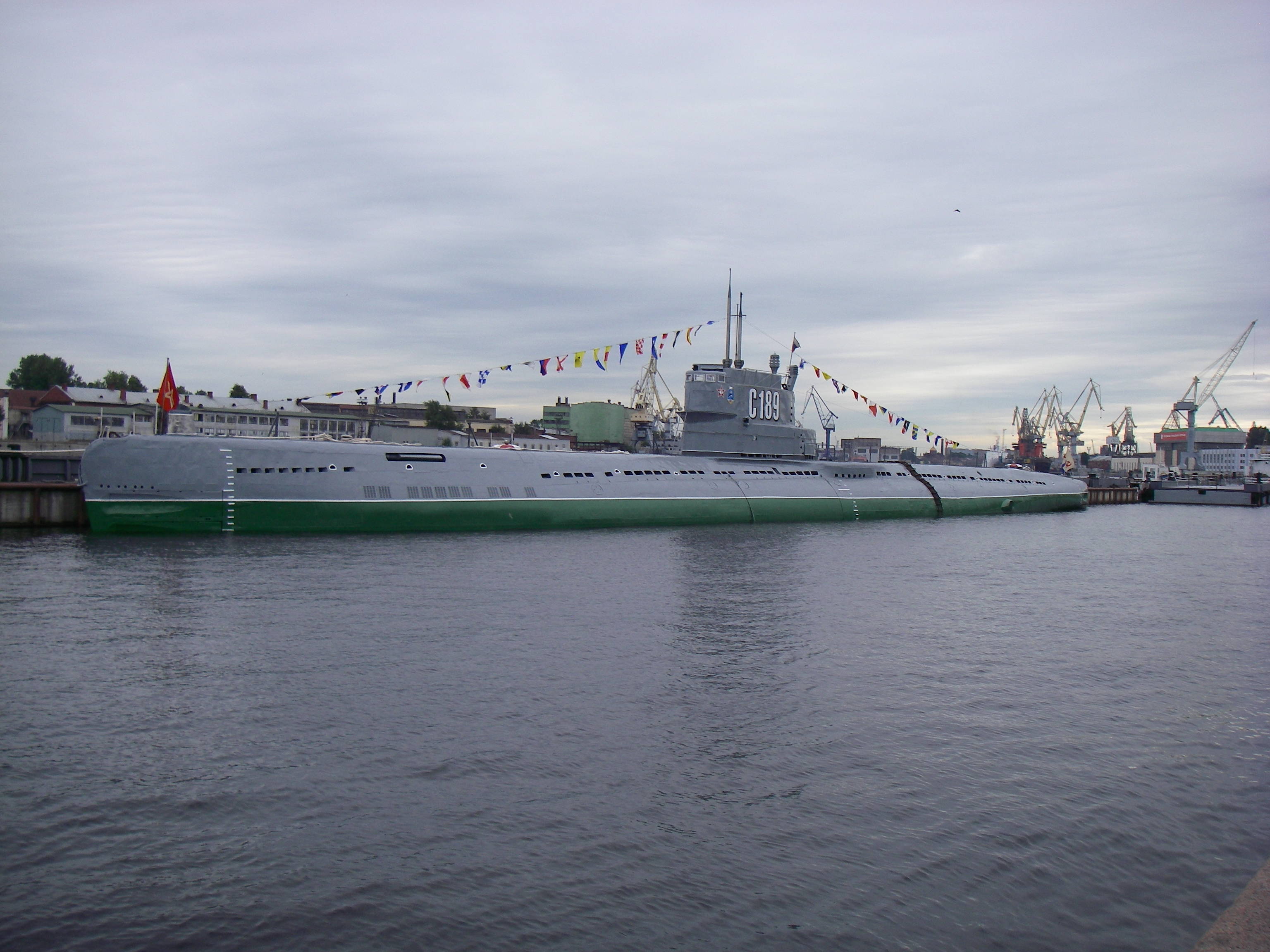
Le S-189, appartenant à la classe Whiskey (comme le S-363), reconverti en navire-musée à Saint-Pétersbourg.

Le 18 mai 1956, il est inscrit à la liste navale. À l'automne 1957, il est transféré à Severodvinsk pour poursuite des essais du constructeur. Il est affecté à la flotte du Nord le 26 septembre de la même année.
Durant l'été 1966, il est transféré de la mer Blanche à la mer Baltique et est affecté à la flotte de la Baltique le 20 août.
Du 14 juin 1967 au 21 septembre 1968, il est en entretien, période au chantier naval de Kronstadt pendant 465 jours, puis placé en réserve à Daugavgrīva.
En novembre 1979, il est remis en service opérationnel et subit un entretien du 29 novembre 1980 au 24 février 1981 (soit 453 jours) au chantier Tosmare de Liepāja.
Le 18 octobre 1981, il perd son goniomètre à la suite d'un accrochage avec un chalut.
Le 27 octobre, il s'échoue dans les eaux territoriales suédoises. Déséchoué avec l'assistance de navires suédois le 6 novembre, il regagne sa base.
Il est désarmé le 17 juillet 1988 et transféré à Liepāja pour démantèlement.
Sa durée de vie totale a été de trente ans et neuf mois. Il a passé deux ans et demi en entretien/réparation et onze ans et un mois en réserve. Sa durée de disponibilité opérationnelle est estimée à un peu plus de dix-sept ans.
Le navire-musée visible en Suède qui porte le numéro de kiosque 137 comme le S-363 en 1981 est en fait le S-194.

## L'échouement
En octobre 1981, le sous-marin soviétique S-363 heurte accidentellement des rochers immergés à environ 2 km de la principale base navale suédoise de Karlskrona, faisant surface dans les eaux territoriales suédoises. La présence du sous-marin coïncide avec des exercices navals suédois, destinés à tester de nouveaux équipements, organisés dans la zone les jours précédents. La Marine royale suédoise réagit à cette violation de sa neutralité en envoyant un officier de marine non armé à bord du sous-marin afin de rencontrer son commandant et de demander une explication. Le commandant soviétique prétendit dans un premier temps que des défaillances simultanées des instruments de navigation avaient conduit à la perte du bâtiment (malgré le fait que le sous-marin avait peu de temps auparavant traversé plusieurs détroits escarpés, et croisé au large de plusieurs îles avant d'arriver si près de la base navale). La Marine soviétique émettra par la suite un communiqué affirmant que le bâtiment avait été forcé de pénétrer dans les eaux suédoises en raison d'une avarie, bien qu'il n'ait jamais émis de signal de détresse, et qu'au contraire il avait tenté de s'échapper.
La Marine soviétique envoya une équipe de sauvetage en Suède, commandée par le vice-amiral Aleksky Kalinin à bord du destroyer Obraztsovy ; le reste de la flotte était composé d'un destroyer de classe Kotlin, de deux corvettes de classe Nanuchka et d'une frégate de classe Riga. Le gouvernement de centre-droit suédois d'alors était déterminé à préserver la neutralité territoriale suédoise. La flotte de sauvetage soviétique apparut au large des côtes le premier jour, lorsqu'une batterie côtière suédoise procéda à un tir dissuasif, indiquant aux Soviétiques que l'île était protégée par des batteries. La flotte soviétique ne fit pas immédiatement demi-tour et se rapprocha de la limite des 12 milles (19 km) des eaux territoriales. Les batteries suédoises reçurent l'ordre de passer en mode de guerre sur leurs radars de ciblage, et pour leurs émissions radios de passer d'un mode à fréquence unique à un mode de sauts de fréquence. La flotte soviétique réagit pratiquement immédiatement et tous les vaisseaux, à l'exception d'un remorqueur, firent machine arrière et restèrent dans les eaux internationales. Des torpilleurs suédois s'approchèrent du remorqueur, qui finit lui aussi par quitter la zone.
Les Suédois étaient alors déterminés à enquêter sur les circonstances de la situation. Le commandant soviétique, après s'être vu garantir l'immunité, fut débarqué à terre pour y être interrogé en présence de représentants soviétiques. Le journal de bord et les instruments du sous-marin furent inspectés par des officiers suédois. L'Établissement suédois de recherche pour la défense mesura également secrètement la présence de matériaux radioactifs depuis l'extérieur de la coque, à l'aide d'un spectromètre à rayons gamma installé à bord d'un navire des garde-côtes suédois (en). De l'uranium 238 fut détecté de manière quasi-certaine, au niveau des tubes lance-torpilles. L'uranium 238 était communément utilisé comme revêtement dans les armes nucléaires et les Suédois suspectèrent que les sous-marin étaient dotés de telles armes. La puissance estimée des armes présentes à bord du sous-marin aurait été semblable à celle de la bombe nucléaire larguée sur Nagasaki en 1945. Bien que la présence d'arme nucléaire tactique à bord du S-363 n'ait jamais été confirmée officiellement par les autorités soviétiques le commissaire politique du sous-marin, Vasily Besedin, confirmera plus tard que certaines des torpilles étaient effectivement pourvues de têtes nucléaires, et que l'équipage avait reçu l'ordre de détruire le sous-marin, y compris ces armes nucléaires, si les forces suédoises tentaient de prendre le contrôle du bâtiment.
Alors que le commandant soviétique était interrogé, la météo se dégrada et le sous-marin envoya un signal de détresse. Dans les centres de contrôle radar suédois, la tempête vint interférer avec les images radar. Il est également probable que les Soviétiques aient brouillé les signaux. Alors que le sous-marin soviétique envoyait un signal de détresse, deux bâtiments appartenant à la flotte soviétique croisant au large furent détectés en approche et franchirent la limite des 12 milles (19 km) en direction de Karlskrona.
Ce mouvement déclencha la phase la plus dangereuse de la crise, le Premier ministre suédois Thorbjörn Fälldin donnant l'ordre au commandant en chef des forces armées suédoises de « tenir la frontière ». Les batteries côtières étaient pleinement opérationnelles, ainsi que les pièces d'artillerie côtières mobiles et des équipes de poseurs de mines étaient à leur poste de combat. L'armée de l'air suédoise déploya des avions de combat armés de missiles antinavires modernes, ainsi que des avions de reconnaissance, car la météo ne permettait pas aux hélicoptères de sauvetage de voler. Après trente minutes de tension, les navires d'attaque rapide suédois rejoignirent les deux navires suspects, qui sont identifiés comme étant des céréaliers ouest-allemands.
Le sous-marin reste échoué sur le rocher près de 10 jours. Le 5 novembre, il est dégagé par des remorqueurs suédois et escorté dans les eaux internationales où il est remis à la flotte soviétique.

## Interprétations
À l'époque, l'incident est considéré comme une preuve de l'infiltration soviétique généralisée de la côte suédoise.
Dans un entretien donné en 2006, Vassili Besedin, le commissaire politique présent à bord pendant l'incident, donne une version différente. Le sous-marin était doté d'un double système de navigation, possédait un équipage bien formé et son commandant Piotr Gushchin était parmi les meilleurs de la flotte soviétique. Se trouvait également à bord l'officier d'État-major Joseph Avrukevich qui avait été formé aux techniques de sécurité. D'après Besedin l'échouage aurait été causé par une erreur dans les calculs de l'officier de navigation.
La zone dans laquelle le sous-marin soviétique s'est échoué était à l'époque une zone militaire restreinte où la présence de ressortissants étrangers était interdite. Le lieu exact de l'échouage se situe à proximité de l'un des deux seuls itinéraires qui pouvaient être utilisé par les plus gros navires désirant rejoindre la base navale de Karlskrona.
Cet incident fut popularisé en Occident sous le nom de « Whiskey on the rocks ». Dans la marine soviétique, ce type de sous-marin devint connu sous le nom « Shvedskiy Komsomolets » (en français : Komsomolets suédois), un jeu de mots sur l'incident et dans la tendance alors répandue de donner des noms de sous-marins en rapport avec le Komsomol, l'organisation de la jeunesse du Parti communiste de l'Union soviétique.

## Dans les arts et la culture populaires

### Télévision

#### Série
- 2024 : Whiskey on the Rocks de Henrik Jansson-Schweizer revient sur l'incident de 1981.